# ساول كاستانيدا أوتشوا
ساول كاستانيدا أوتشوا (بالإسبانية: Saúl Castañeda Ochoa)‏ هو لاعب كرة قدم مكسيكي، ولد في 9 يوليو 1989 في Sahuayo ‏ في المكسيك. لعب مع نادي لوزيناك.